# Antonina Krivoshapka

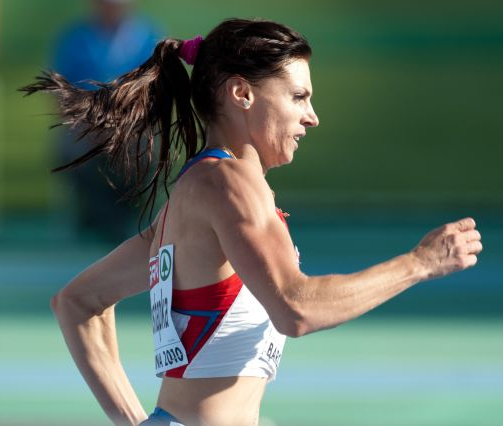
Antonina Krivoshapka a Barcelona, el 2010.

Antonina Vladímirovna Krivoshapka (en rus: Антонина Владимировна Кривошапка; nascuda el 21 de juliol de 1987) és una atleta russa que s'especialitza en els 400 metres. Té en els 400 m marques personals de 49,16s i 50,55s a l'aire lliure i en interiors respectivament.
Provinent de Rostov-on-Don, Krivoshapka va guanyar la medalla de plata en els 400 m en els Campionats Mundials Juvenils de 2003 en un temps de 53,54s, i va guanyar el bronze en el Relleu Combinat. No obstant això, ella va tenir poc èxit en els anys següents, situant-se només en el cinquè lloc en les eliminatòries dels Campionats del Món Junior 2004. No va millorar en la seva millor marca personal el 2005 o 2006, i només va competir en el nivell nacional. No obstant això, va començar a millorar de forma constant les seves actuacions el 2007 i 2008, l'obtenció de les millors marques de temporada de 52,32 s i 51,24 s respectivament.